# Анегдотални доказ
Анегдотални доказ је логичка грешка која настаје када се потврђено или непотврђено искуство, анегдота, користи као доказ за изнете тврдње. Искуство може бити персонално, искуство треће особе или даљег познаника, али у сваком случају искуство није адекватно забиљежено и никако се не може закључити или проверити. Ради се о логичкој грешци зато што анегдота не може бити доказ.
Ова логичка грешка се често користи у псеудонаукама где је анегдота еквивалентна провереним, поновљеним, двоструко слепим експериментима чији се резултати уважавају у правој науци. Некада се и у наукама користе анегдоте, али је она у том случају почетак неког истраживања, а у псеудонауци је то крај и целокупно "истраживање".
Грешка функционише зато што је људима лакше да поверују у нечије искуство, него да слушају комплексне податке. Квантитативни научни доказ јесте увек прецизнији од личнихог искустава, али су људи склонији да верују искуствима. Такође, лична искуства су субјективна и подложна обманама.
Осим псеудонаукама, анегдотски докази су често присутни и у политици, блоговима и новинарству.

## Примери
- Иван не верује научним студијама о штетности пушења, зато што је његов деда пушио паклу цигарета дневно више од 40 година и доживео 97. годину живота.

То што је Иванов деда у овом случају доживео 97. годину и пушио паклу цигарета дневно не значи да је он био здрав нити да пушење дувана нема лошег учинка на човеково тело.
- Јован је 1997. године док је увече шетао на Авали видео неидентификовани летећи објекат на небу. То значи да ванземаљци постоје.

Не зна се шта је Јован видео на небу, те не можемо закључити да су то ванземаљци (аргумент из незнања). Не зна се ни да ли је он стварно видео нешто, могуће је да лаже о томе да је нешто видео или да је у питању оптичка варка.